# María Orán
María Orán Cury (* 1. Mai 1943 in Santa Cruz de Tenerife; † 10. März 2018 ebenda) war eine spanische Sängerin (Sopran) und Gesangspädagogin.
María Orán studierte Musik am Konservatorium von Teneriffa und hatte später in Madrid Klavierunterricht bei José Cubiles und Gesangsunterricht bei Lola Rodríguez de Aragón. Ab Mitte der 1980er Jahre etablierte sie sich als international erfolgreiche spanische Sängerin. Sie trat mit namhaften Orchestern wie dem japanischen Yomiuri-Nippon-Symphonieorchester, den Wiener Symphonikern, dem Orchestre de la Suisse Romande, dem London Symphony Orchestra und dem Berliner Symphonie-Orchester auf und sang unter der Leitung bekannter Dirigenten wie Rafael Frühbeck de Burgos, Michel Plasson, Igor Markevitch, Jesús López Cobos, Helmuth Rilling, Seiji Ozawa, Mario Rossi, Sergiu Comissiona, Mark Gibson, Wladimir Spiwakow, Kent Nagano und anderer. Sie nahm an wichtigen Musikfestivals innerhalb und außerhalb Spaniens teil, etwa dem Gulbekian-Festival in Lissabon, dem Festival für Alte Musik in Tepotzotlán (Mexiko), dem Due-Mondi-Festival in Spoleto, dem Beethovenfest in Bonn und dem Warschauer Herbst.
Orán gab sieben Jahre lang Kurse an der Gesangshochschule in Madrid und hatte dreizehn Jahre einen Lehrauftrag für Gesang an der Musikhochschule Freiburg inne. Außerdem war sie Botschafterin der Schönen Künste von Teneriffa, deren Inselrat ihr 1994 die Goldmedaille der Insel verlieh. König Juan Carlos I. zeichnete sie 1995 mit dem Offizierskreuz des Orden de Isabel la Católica aus.